# Цыплаков, Владимир Владимирович
Владимир Владимирович Цыплаков (1947—2019) — советский и российский учёный в области сельского хозяйства, доктор сельскохозяйственных наук (1993), профессор (1994).  Заслуженный машиностроитель Российской Федерации (1998).

## Биография
Родился 5 января 1947 года в Иркутской области.
В 1970 году окончил  Саратовский сельскохозяйственный институт им. Н. И. Вавилова. С 1972 года  назначен ассистентом и после защиты кандидатской диссертации — преподавателем ССИ им. Н. И. Вавилова, основные преподаваемые дисциплины В. В. Цыплаковым были теория и конструкция машин и оборудования отрасли, а направления научных исследований — технологии и машины лесного хозяйства. 
В 1993 году защитил докторскую диссертацию на тему: «Технология и механизация создания культур на дубовых вырубках в степной и лесостепной зонах Поволжья». С 1995 по 2009 годы — декан лесохозяйственного факультета СГАУ. С 1996 года под его руководством в вузе была организована подготовка специалистов в области садово-паркового и ландшафтного строительства. С 1998 года находясь в должности декана был назначен — заместителем директора Института мелиорации и леса СГАУ и с 1999 года — заведующим кафедры механизации лесного хозяйства и ландшафтного строительства, профессор В. В. Цыплаков являлся автором более двухсот учебно-методических работ и научных статей, созданная им научная школа занимается разработкой конструкций и совершенствованием технологий и машин в области лесного хозяйства.
Помимо основной деятельности Цыплаков В. В. являлся академиком Российской академии естественных наук, Международной академии наук высшей школы, председателем Поволжского межрегионального отделения РАЕН.
Умер 28 ноября 2019 года в Саратове.

## Патенты
- Комбинированная сеялка (П №1034627)
- Почвообрабатывающий рабочий орган (П №1127533)
- Почвообрабатывающий рабочий орган (П №1297737)
- Устройство для высева (П №1618299)
- Устройство для высева (П №1658846)

## Награды
- Заслуженный машиностроитель Российской Федерации (1998)
- Почётный работник высшего профессионального образования Российской Федерации (2007)